# Jan Jonah Plock
Jan Jonah Plock, född 27 maj 1998, är en schweizisk roddare.

## Karriär
I april 2024 vid EM i Szeged tog Plock silver i scullerfyra tillsammans med Dominic Condrau, Scott Bärlocher och Maurin Lange.